# أسوار مالاباجا (فلم)
أسوار مالاباجا (بالإنجليزية: The Walls of Malapaga) هو فيلم تم إنتاجه في فرنسا وصدر في سنة 1949.

## بطولة
- جان غابين

### ترشيحات وجوائز
| السنة | الحدث  | الفئة           | النتيجة  |
| ----- | ------ | --------------- | -------- |
|       | أوسكار | أفضل فيلم أجنبي | فـــــوز |

## وصلات خارجية
- مقالات تستعمل روابط فنية بلا صلة مع ويكي بيانات